# Warsaw (Ohio)

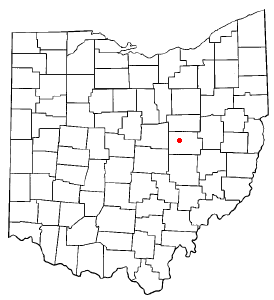
Warsaw na planie stanu Ohio

Warsaw – wieś w USA, w hrabstwie Coshocton, w stanie Ohio. Miejscowość leży nad rzeką Walhonding.
Liczba mieszkańców w 2000 roku wynosiła 781.

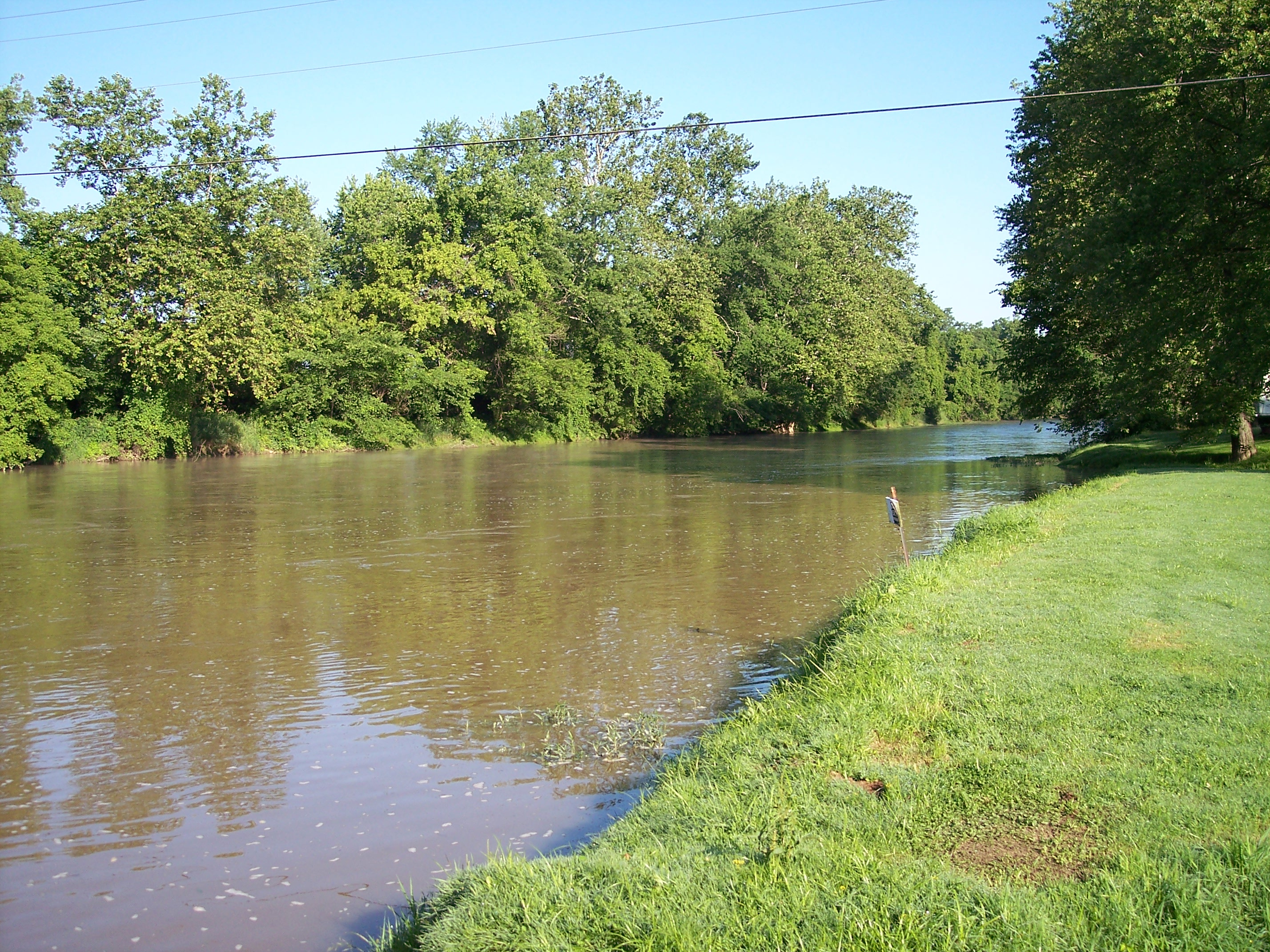
Rzeka Walhonding przepływająca przez miejscowość Warsaw